# عبد الزهرة عمارة
عبد الزهرة عمارة هو روائي وباحث علمي عراقي من مواليد مدينة العمارة عام 1951 0 تخرج من الجامعة التكنولوجية في بغداد عام 1976 وحصل على شهادة البكالوريوس في الهندسة الكهربائية

## اصداراته العلمية
- الجديد في صيانة واصلاح التلفزيون الملون ، بغداد ، عام 1983
- نظام الفديو المنزلي ، بغداد عام 1984
- صيانة الاجهزة المنزلية ، بغداد ، عام 1985
- الطرق الحديثة في صيانة اللابتوب ، دار المحجة البيضاء للطباعة ٬ بيروت ،عام 2013
- المهارة الفنية في اصلاح الموبايل ، الناصرية ، عام 2014

## رواياته
- عاشقة من كنزاربا ،بغداد ،عام 1975
- غدا سأرحل ! ·بغداد ·عام 1978
- كلاب في الظلام ·بغداد ·عام 1980
- دماء في بحيرة الاسماك ، بغداد ،عام 1987
- انثى على الطريق ، ،بغداد عام 1994
- ليلة عاصفة في الكوفة ،عام 2004

## قصصه
- الشمس تشرق في عيون النساء ·بغداد ·عام 1979
- الخدم في اجازة ·بغداد عام 1980
- لا وقت للدموع ·بغداد عام 1986
- العروسة · ·بغداد عام 1991